# Grottaglie
Grottaglie is een Italiaanse stad in de regio Apulië, in de provincie Tarente. De Apulische stad is vooral bekend vanwege haar aardewerk. Dit wordt vaak nog op ambachtelijke wijze gemaakt. Lange tijd draaide de gehele plaatselijke economie op het vervaardigen van keramiek. Aan het einde van de 18de eeuw telde de stad 42 keramiekfabrieken.
Het meest imposante bouwwerk in Grottaglie is het Castello Episcopio uit de veertiende eeuw. Tegenwoordig is hierin het Museo della Ceramica gevestigd. De collectie bestaat uit zo'n 300 vazen die dateren van 1600 tot 1900. Een ander monument in de stad is de Chiesa Matrice. Deze eenvoudige kerk heeft een majolicakoepel.
Grottaglie ligt aan de rijksweg SS7; dit is de historische Via Appia die in 312 vóór Christus werd aangelegd tussen Rome en Brindisi, dat toen nog Brindisium heette.

## Geboren
- Thomas Fabbiano (1989), tennisser